# Oreopanax crataegodorus
Oreopanax crataegodorus är en araliaväxtart som beskrevs av Hermann Harms. Oreopanax crataegodorus ingår i släktet Oreopanax och familjen Araliaceae. Inga underarter finns listade.